# Andy Allo

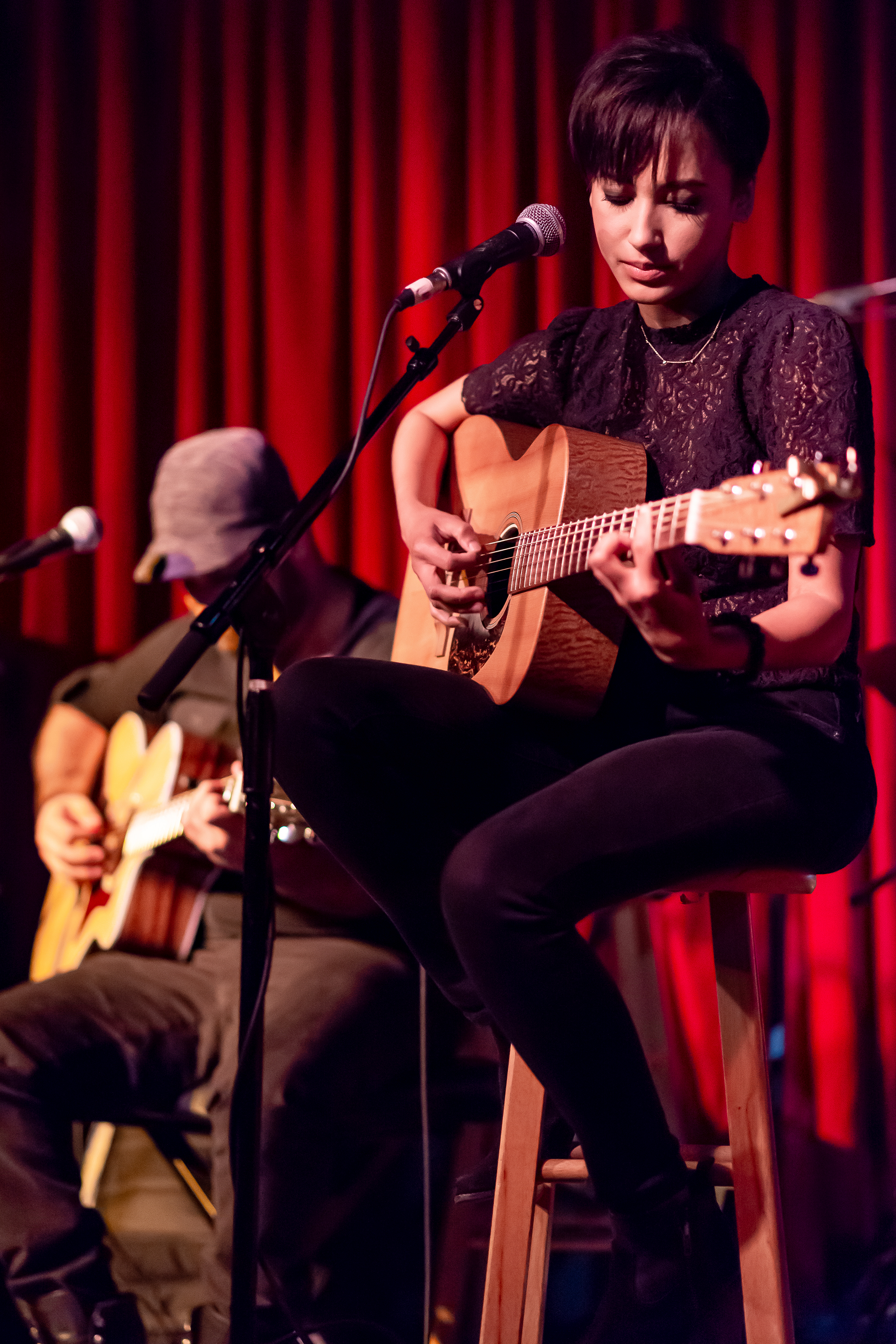
Andy Allo na scenie (2018)

Andy Allo (ur. 13 stycznia 1989 w Bamendzie) – amerykańsko-kameruńska piosenkarka i aktorka, która wystąpiła m.in. w filmie Pitch Perfect 3 oraz serialach Upload, Chicago Fire i Black Lightning.

## Filmografia

### Filmy
| Rok  | Tytuł              | Rola       | Uwagi |
| ---- | ------------------ | ---------- | ----- |
| 2012 | Melvin Smarty      | dizajnerka |       |
| 2016 | Ctrl Alt Delete    | Sparrow    |       |
| 2017 | Bohater (The Hero) | barmanka   |       |
| 2017 | Pitch Perfect 3    | Serenity   |       |
| 2020 | 2 Minutes of Fame  | Taylor     |       |
| 2023 | Assassin           | Mali       |       |

### Telewizja
| Rok       | Tytuł                           | Rola                | Uwagi            |
| --------- | ------------------------------- | ------------------- | ---------------- |
| 2011      | Zasady gry                      | Allison             | 3 odc.           |
| 2018      | Black Lightning                 | Zoe B.              | 2 odc.           |
| 2019–2023 | Chicago Fire                    | Wendy Seager        | rola powracająca |
| 2020      | Acting for a Cause              | Kitty Bennet        | 1 odc.           |
| 2020–2023 | Upload                          | Nora Antony         | w gł. obsadzie   |
| 2023–2024 | Gwiezdne wojny: Parszywa zgraja | Lyana Hazard (głos) | 4 odc.           |